# Caterina de’ Ricci

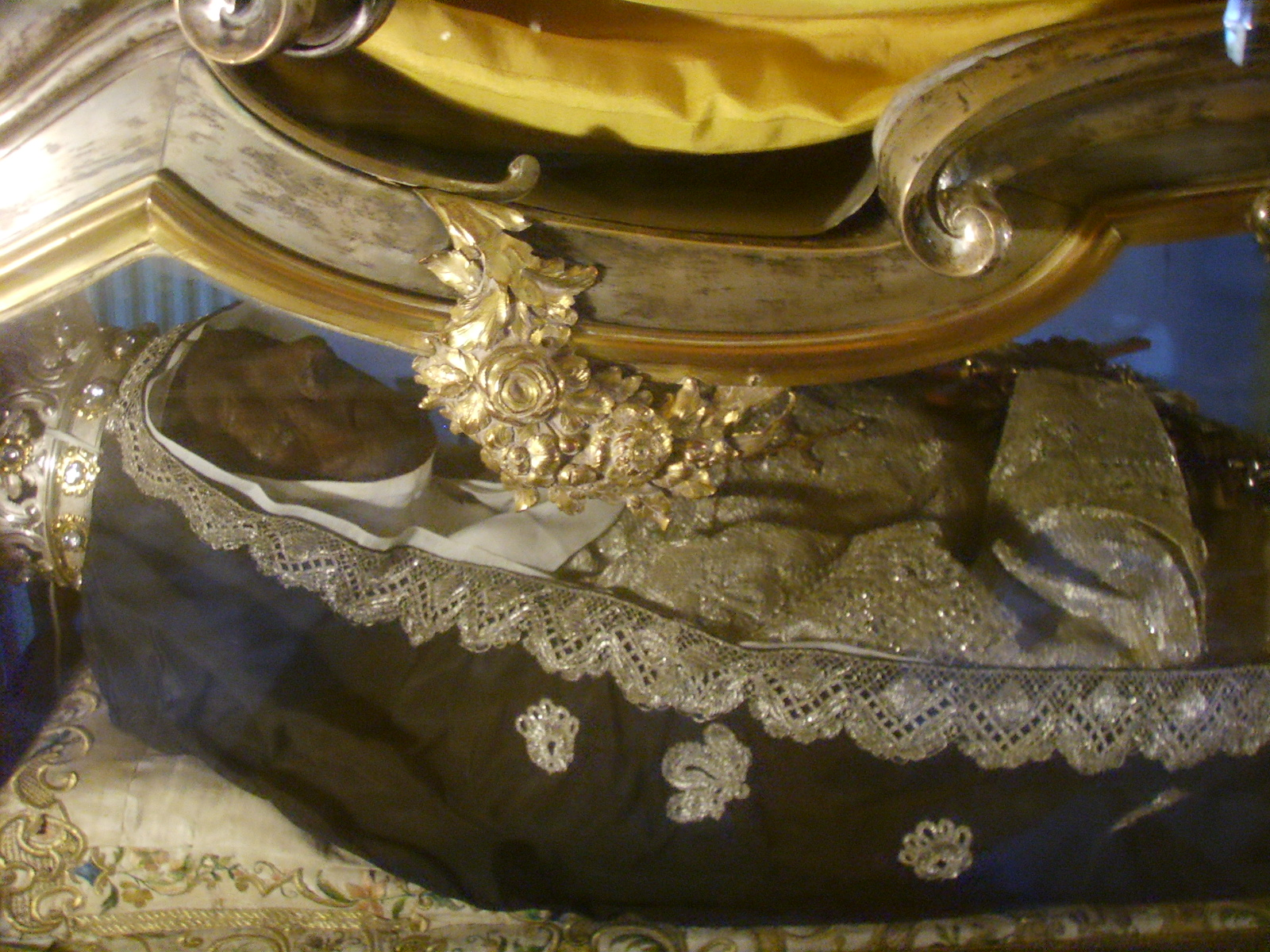
Reliquien der hl. Caterina in Prato

Caterina de’ Ricci (deutsch auch Katharina de Ricci oder Katharina von Ricci, gebürtig Alessandra Lucrezia Romola; * 23. April 1522 in Florenz; † 1. Februar 1590 in Prato) war eine Dominikanerin und Mystikerin. Sie wird in der katholischen Kirche als Heilige verehrt.

## Leben
Alessandra Lucrezia Romola de’ Ricci stammte aus einer florentinischen Kaufmannsfamilie. Sie wurde bei den Benediktinerinnen von Monticelli erzogen. Nach ihrer Rückkehr nach Florenz trat sie der Gemeinschaft der Dominikaner-Terziarinnen im Konvent von St. Vinzenz in Prato in der Toskana bei. Dort wurde sie 12-jährig 1535 eingekleidet und bekam den Namen Catherina.
Mit 25 Jahren wurde sie Priorin. Ab Februar 1542 fiel sie wöchentlich von Donnerstag Nachmittag bis zum nächsten Morgen in Ekstase. Seit Ostern 1542 trug sie angeblich ein ringförmiges Stigmatisationsmal am Finger. Sie hatte Visionen, und es wurde ihr die Gabe nachgesagt, Wunder zu vollbringen. Caterina pflegte brieflichen Kontakt mit vielen kirchlichen und weltlichen Persönlichkeiten, die hll. Maria Magdalena von Pazzi, Philipp Neri, Karl Borromäus wie auch die Großherzöge von Medici, Juan de Austria und andere. Sie starb 1590. Ihr unverwester Leib befindet sich im Kloster San Vincenzio (heute üblicherweise Santa Caterina genannt) in Prato.
1732 sprach Papst Clemens XII.  Caterina de’ Ricci  selig. 1746 wurde sie von Papst Benedikt XIV. heiliggesprochen, wofür ein prächtiger „Apparat“ gebaut wurde. Ein Jahr später erschien eine Biografie von Domenico Maria Sandrini. Ihr Gedenktag ist der 2. Februar, im Dominikanerorden der 4. Februar.

## Werke
Die Briefe von Caterina de’ Ricci wurden mehrmals veröffentlicht, meistens mit P. Domenico Di Agresti als Herausgeber.